# Antisynthetasesyndroom
Het antisynthetasesyndroom is een zeldzaam syndroom, geassocieerd met interstitiële longziekte, dermatomyositis, polymyositis en andere auto-immuunziekten.
De aandoening komt vaker voor bij vrouwen dan bij mannen.

## Symptomen
De aandoening is niet scherp omschreven. Diagnostische criteria vereisen een of meer antisynthetase-antilichamen (met target aminoacyl-tRNA-synthetase-enzymen), en een of meer van de volgende klinische symptomen:
- interstitiële longziekte
- inflammatoire myopathie
- inflammatoire polyartritis die symmetrisch kleine gewrichten aandoet

Verder kan de diagnose ondersteund worden door de aanwezigheid van koorts, Raynaudfenomeen en 'bouwvakkershanden': dikke gegroefde huid, met name aan de handpalmen en vingers.
Het is lastig om de diagnose in een vroeg stadium te stellen, en veel mildere vormen worden waarschijnlijk niet onderkend. Een interstitiële longziekte kan het enige symptoom zijn van de ziekte. In de loop van de tijd kan de ziekte ernstiger worden, met periodieke verergeringen.

## Pathogenese
Er wordt vermoed dat antilichamen worden gevormd tegen aminoacyl-tRNA synthetases. Deze zijn waarschijnlijk betrokken bij het aantrekken van antigeen-presenterende ontstekingscellen in de richting van spieren en longen. Het precieze mechanisme is nog niet opgehelderd.

## Antisynthetase-antilichamen
Het meest voorkomende antilichaam bij deze aandoening is "Anti-Jo-1", genoemd naar John P, een patiënt met polymyositis en interstitiële longziekte, gediagnosticeerd in 1980. Dit antilichaam wordt veelvuldig gezien bij patiënten met dit syndroom. De volgende antilichamen kunnen eveneens worden gezien in relatie tot deze aandoening: Anti-PL-7, Anti-PL-12, Anti-EJ, Anti-OJ, Anti-KS, Anti-Zo, Anti-Ha-YRS en Anti-SRP.

## Diagnose
Als de verdachte enzymen worden vastgesteld, zijn de volgende testen behulpzaam bij het stellen van de diagnose:
- verhoogde spierenzymen, met name creatinekinase
- elektromyografie
- spierbiopsie
- longfunctietest (spirometrie)
- longbiopsie

In sommige situaties zijn er misschien nog verder aanvullende onderzoeken nodig, zoals het onderzoek naar andere antilichamen en beeldvormend medisch onderzoek.

## Behandeling en prognose
Helaas zijn er maar weinig behandelopties voor het antisynthetasesyndroom. Gebruikelijk wordt gebruik gemaakt van immuunsuppressiva zoals glucocorticoïden. Bij patiënten waarbij de longen ook aangedaan zijn, is longfibrose en ten gevolge daarvan pulmonale hypertensie de belangrijkste complicatie.
Soms is er nog extra immuunonderdrukkende therapie nodig, zoals met azathioprine en/of methotrexaat. In een uiterste geval kan een longtransplantatie nodig zijn.
De prognose van de aandoening wordt voornamelijk bepaald door de ernst van de longproblemen.